# Otto Grimlund
Otto Grimlund (vollständiger Name: Otto Bernhard Grimlund; * 30. Dezember 1893; † 15. September 1969 in Stockholm, Schweden) war ein schwedischer Journalist und kommunistischer Politiker.

## Leben
Grimlund war ursprünglich Mitglied der Sozialdemokratischen Arbeiterpartei Schwedens (schwedisch Sveriges socialdemokratiska arbetareparti). Aber 1917 war er eines der Mitglieder, welche sich als Sozialdemokratischen Linkspartei Schwedens (schwedisch Sveriges socialdemokratiska vänsterparti) abspalteten. 1919 sendete man ihn als Repräsentant Schwedens zu der Gründung der  Kommunistischen Internationale (kurz Komintern oder auch Dritte Internationale) nach Moskau.
Am 6. März 1919 unterzeichnete er in Moskau als Vertreter von Schweden das „Manifest der Kommunistischen Internationale“. Neben ihm unterzeichneten unter anderem als Vertreter für Deutschland: Max Albert (Pseudonym von Hugo Eberlein), für Russland: Lenin (Pseudonym von Wladimir Uljanow), für Deutsch-Österreich: K. Gruber (Pseudonym von Karl Steinhardt), der Schweiz: Fritz Platten, für die Vereinigten Staaten Nordamerika: B. Reinstein, für  Finnland: Yrjö Sirola, für Polen: Josef Unschlicht, für Lettland: K. Gailis und als Vertreter der deutschen Wolgakolonisten: Gustav Klinger.

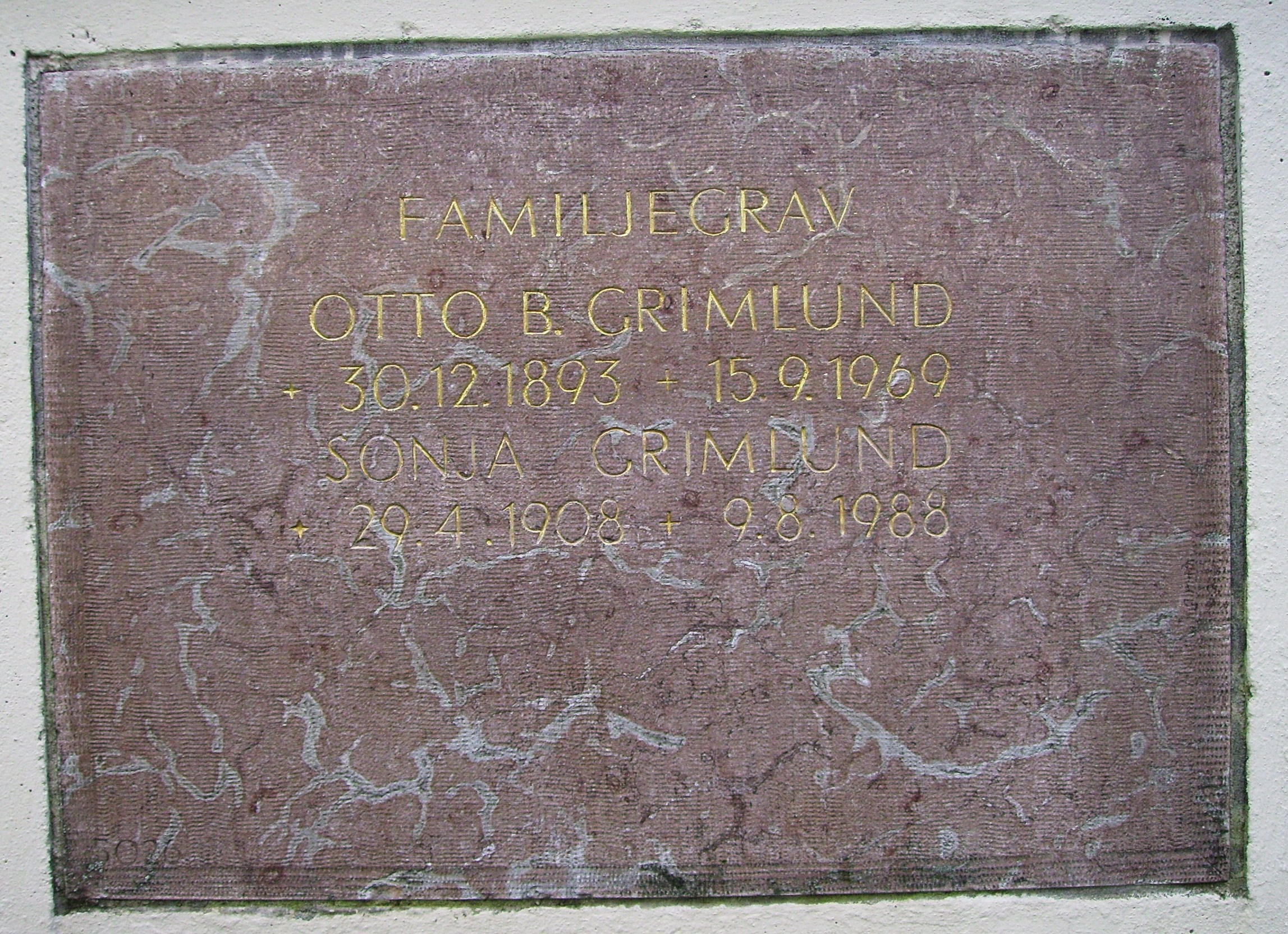
Grabstein von Grimlund, Skogskyrkogården (Stockholm 2006)

Zusammen mit dem Schweizer Kommunisten Fritz Platten war Grimlund der Hauptorganisator der Rückreise von Lenin aus dem Exil der Schweiz zurück nach Russland.
Nach der erfolgreichen Oktoberrevolution (1917) in Russland arbeitete Grimlund in Moskau als Redakteur für die Zeitung „Bote der Russischen Revolution“. In den 1930er Jahren verließ er aber die Sowjetunion und ging zurück nach Schweden.
Grimlund trat 1930 wieder in die Sozialdemokratische Arbeiterpartei Schwedens ein. Sein Grab findet sich heute in Stockholm in Schweden.

## Werke
- Wladimir Uljanoff Lenin, Socialdemokratisk Ungdomsforbunds Forlag, 1919.
- "Mannerheim den blodige" eller "Den vite djävulen"?, Fram., 1919.